# Nelson Rodríguez
Nelson Rodríguez Serna detto Cacaíto (Manizales, 16 novembre 1965) è un ex ciclista su strada colombiano.
Professionista tra il 1989 e il 1996, vinse una tappa al Tour de France 1994.

## Carriera
Corridore con caratteristiche di scalatore, ottenne come principali successi da professionista una tappa alla Vuelta a Colombia nel 1988, due tappe alla Vuelta al Táchira (una nel 1992 e una nel 1993) e una tappa al Tour de France 1994. Partecipò a sei edizioni del Giro d'Italia, quattro del Tour de France, tre campionati del mondo e un'edizione dei Giochi olimpici.

## Palmarès
- 1987

Classifica generale Tour de la Martinique
- 1988

4ª tappa Vuelta a Colombia
- 1992

5ª tappa Vuelta al Táchira (Mérida > Tovar)
- 1993

6ª tappa Vuelta al Táchira
- 1994

17ª tappa Tour de France (Le Bourg-d'Oisans > Val Thorens)

## Piazzamenti

### Grandi Giri
- Giro d'Italia

1991: 12º
1992: 24º
1993: 20º
1994: 6º
1995: 16º
1996: 24º
- Tour de France

1990: 32º
1993: 100º
1994: 16º
1995: ritirato (7ª tappa)

### Classiche monumento
- Milano-Sanremo

1993: 89º
1996: 102º

### Competizioni mondiali
- Mondiali su strada

Oslo 1993 - In linea: ritirato
Agrigento 1994 - In linea: ritirato
Duitama 1995 - In linea: ritirato
- Giochi olimpici

Seul 1988 - In linea: 48º